# Fernando Gomes
Fernando Mendes Soares Gomes (Porto,  1956. november 22. – Porto, 2022. november 26.) kétszeres aranycipős, portugál válogatott labdarúgó.

## Pályafutása

### Klubcsapatban
A portói születésű Fernando Gomes a GD Fabril csapatában kezdte pályafutását, majd 1974-ben csatlakozott az FC Porto csapatához. Rövid spanyolországi kitérőt leszámítva, amikor a Sporting de Gijón játékosa volt, részese volt a Porto újjászületésének minden fontos sikerének. Az 1978-79-es szezonban húsz év elteltével nyert bajnoki címet a kék-fehér csapat, 1984-ben pedig Kupagyőztesek Európa-kupa-döntős volt a klubbal, miután a döntőben 2–1-re kikaptak az olasz Juventustól. Pályára lépett az 1987-es bajnokcsapatok Európa-kupája-döntőben is a német Bayern München ellen, míg a teljes sorozatban öt gólig jutott, az elődöntőben két góljával szinte egymaga döntötte el a továbbjutást a Dinamo Kijiv ellen. Az 1987-es UEFA-szuperkupa-párharc során a holland AFC Ajax csapatát múlták felül két 1–0-s győzelemmel. 1987-ben az uruguayi CA Peñarol ellen az interkontinentális kupát is megnyerték a csapattal.
Gomes öt bajnoki címet és három kupagyőzelmet ünnepelhetett a Porto játékosaként, 1989-ben pedig a Sporting CP labdarúgója lett. Itt fejezte be pályafutását, aminek utolsó szezonjában, az 1990–91-es bajnokságban is 22 gólt szerzett. Abban az évben az UEFA-kupa elődöntőjébe is eljutott a Sportinggal. A portugál első osztályban 420 találkozón 320 gólt szerzett, 1983-ban és 1985-ben pedig elnyerte az Európai aranycipőt.

### A válogatottban
A portugál válogatottban 48 mérkőzésen 11 gólt szerzett, részt vett az 1984-es labdarúgó-Európa-bajnokságon.